# Duge Njive (Oštra Luka)
Duge Njive (szerbül: Дуге Њиве) falu Bosznia-Hercegovinában, a Szerb Köztársaságban, Ošrta Luka községben.

## Fekvése
Bosznia-Hercegovina nyugati részén, Banja Lukától légvonalban 63, közúton 108 km-re nyugatra, Prijedortól légvonalban 32, közúton 59 km-re délnyugatra, községközpontjától  légvonalban 22, közúton 39 km-re nyugatra, a Japra-patak bal partján fekszik. 

## Népessége
| Nemzetiségi csoport | Népesség 1991 | Népesség 2013 |
| ------------------- | ------------- | ------------- |
| Szerb               | 56            | 50            |
| Bosnyák             | 0             | 0             |
| Horvát              | 0             | 0             |
| Jugoszláv           | 1             | 0             |
| Egyéb               | 0             | 0             |
| Összesen            | 57            | 50            |

## Története
Duge Njive 1878-ig tartozott az Oszmán Birodalomhoz, majd az Osztrák-Magyar Monarchia része lett. 1879-ben az első osztrák-magyar népszámlálás során a faluban 17 házat és 110 ortodox szerb lakost számláltak. 1910-ben Budimlica Japra község részeként 16 háza és 113 ortodox szerb lakosa volt. A monarchia szétesésével 1918-ben előbb a Szerb-Horvát-Szlovén Királyság, majd 1929-től a Jugoszláv Királyság része. 1945-től a település a szocialista Jugoszlávia része volt. A boszniai háború idején a falu szerb félkatonai alakulatok ellenőrzése alatt állt.